# Install (Unix)
install是标准UNIX程序之一，用于将文件复制至指定位置，并于其后依参数为之设置权限，一般在复制已编译文件时使用。该命令在POSIX中没有定义。在兼容性方面，它主要分成了两个阵营，一个是GNU类型，一个是BSD类型。兩者主要的不兼容之处在于选项-D和-d的定义。